# Una habitació amb vistes
Una habitació amb vistes (títol original en anglès: A Room with a View) és una novel·la d'Edward Morgan Forster, publicada l'any 1908. És una novel·la en clau de comèdia que explora el conflicte entre la rígida formació anglesa i la joia de viure. La novel·la mostra l’alliberament emocional i social d’una noia que prefereix la felicitat al benestar.
Se'n va fer una adaptació cinematogràfica, Una habitació amb vista, dirigida per James Ivory. Protagonitzada per Helena Boham Carter, Maggie Smith, Daniel Day-Lewis, Judy Dench, Ruper Graves, Julian Sands…
El 1985 se'n va fer se'n va fer una adaptació cinematogràfica, Una habitació amb vista, dirigida per James Ivory que va gaudir d'una enorme popularitat i de molt èxit de la crítica. Va ser traduït tres vegadesal català, una primera el 1986 per Carme Serrallonga (1909-1997) el 2002 i una tercera el 2021 per Xavier Zambarano.

## Resum de la trama
La Lucy, una encantadora joveneta anglesa, fa el grand tour pel continent acompanyada per la seva cosina gran, l'estricta i queixosa senyoreta Barlett. En arribar a Florència comencen els disgustos: l'habitació amb vistes a l'Arno que havien reservat, incomprensiblement, no està disponible. Dos hostes de la mateixa pensió, el jove George Emerson i el seu estrafolari pare, s'ofereixen a canviar-los les habitacions, a la qual cosa, d'entrada, elles es neguen… però la intercessió de mossèn Beebe fa que finalment hi accedeixin.
En aquesta ciutat italiana, on l'alegria mediterrània fa oblidar els prejudicis victorians, un sorprenent joc de malentesos suscitarà el despertar a l'amor dels dos joves protagonistes. Malauradament, tard o d'hora Lucy haurà de tornar a la correcta Anglaterra… i decidir si vol viure en la perfecta correcció o si s'estima més abraçar la vida amb totes les seves imperfeccions.

## E.M. Forster
Va estudiar literatura clàssica i història al King's College de Cambridge. Per completar la seva formació va fer llargues estades a Itàlia i Grècia, on l'ambient amb què es va trobar, més desinhibit i tolerant, el va captivar, perquè contrastava enormement amb la rigidesa i la formalitat excessiva que havia conegut fins aleshores a Anglaterra.
Tot i que Forster no era exactament un home de cenacles, pot ser considerat un assidu al Grup de Bloomsbury, on es relacionà amb personatges com Lytton Strachey i Virginia Woolf. És l'escriptor que ha observat amb més precisió el conflicte entre les persones que fan cas a la raó i les que segueixen els dictats del cor; les primeres són rutinàries i s'aferren a convencions ridícules; les segones donen ales als seus sentiments i, sobretot, no es deixen intimidar pels prejudicis i els formalismes.

## Traduccions al català
- Una habitació amb vistes (2021), traducció de Xavier Zambrano.[1]
- Una habitació amb bona vista (1986, 2002), traduccions de Carme Serrallonga i Calafell.[7][2]